# Большой блестящий скворец
Большой блестящий скворец (лат. Lamprotornis australis) — самый крупный вид из рода блестящих скворцов.

## Описание
Размер птицы 30—34 см, масса 78—92 г, размах крыльев 75—85 см. Половой диморфизм выражен слабо. Оперение имеет зелёно-фиолетовый металлический оттенок. Молодые птицы отличаются более тусклым цветом оперения, которое полностью лишено металлического блеска. Большой блестящий скворец имеет несколько вытянутое, продолговатое тело, с хорошо развитыми сухожилиями, крепким, но не массивным костяком и практически незаметной мышечной массой. У него узкая, объемная грудь, округлые рёбра и короткая толстая шея. Ноги тонкие, умеренно длинные, черные или тёмно-серые, с короткими, подвижными пальцами и острыми, крепкими когтями.

## Питание
Ежедневный рацион большого блестящего скворца на 90% состоит из насекомых, которых он собирает на земле. Обычно это различные кузнечики, светляки, жуки и небольшие черви. Кроме того эта птица может разнообразить своё питание мелкими фруктами и ягодами, семенами трав и других растений. В голодное время скворцы могут осуществлять налёты на свалки и поедать разнообразные растительные остатки.

## Распространение
Большие блестящие скворцы обитают в разреженных лесах Южной и Центральной Африки. Северная граница природного проживания этой птицы находится в Судане, южная — в Танзании, а западная — в Демократической Республике Конго. В дикой природе они населяют тропические леса, кустарниковые заросли и горные массивы, а также могут встречаться в непосредственной близости к человеческому жилью. Кроме того, большой блестящий скворец — это весьма популярная декоративная птица, которую весьма успешно размножают в неволе.

## Образ жизни
Большие блестящие скворцы моногамны. Так, эти птицы сбиваются в большие стаи и проводят всё время за тесным общением с сородичами. Это позволяет им успешно бороться с хищниками и повысить общую выживаемость потомства. Обычно птицы проводят весь день в поисках пищи на земле. Двигаются небольшими прыжками или же проворно перебегают с места на место. Полёт быстрый, плавный, без резких рывков и ускорений.